# Острикур
Острику́р (фр. Ostricourt) — коммуна во Франции, регион О-де-Франс, департамент Нор, округ Лилль, кантон Аннёллен. Расположена в 25 км к югу от Лилля, в 5 км от автомагистрали А21 «Рокада Миньер» и в 6 км от автомагистрали А1 «Нор». В 2 км к югу от центра коммуны находится железнодорожная станции Острикур линии Париж-Лилль.
Население (2017) — 5 372 человека.

## Достопримечательности
- Церковь Святого Ведаста 1868 года в стиле неоготика
- Шато Бопре

## Экономика
В прошлом центр угледобывающей промышленности; в Острикуре разрабатывались две шахты угольной компании Острикур, закрытые в 60-х годах прошлого века.
Структура занятости населения:
- сельское хозяйство — 0,0 %
- промышленность — 4,7 %
- строительство — 14,7 %
- торговля, транспорт и сфера услуг — 33,2 %
- государственные и муниципальные службы — 47,4 %

Уровень безработицы (2017) — 20,0 % (Франция в целом — 13,4 %, департамент Нор — 17,6 %). 

Среднегодовой доход на 1 человека, евро (2017) — 17 450 (Франция в целом — 21 110, департамент Нор — 19 490).

## Демография
Динамика численности населения, чел.

## Администрация
Пост мэра Острикура с 2013 года занимает член Социалистической партии Брюно Рюсинек (Bruno Rusinek). На муниципальных выборах 2020 года возглавляемый им левый блок одержал победу, набрав в 1-м туре 64,28 % голосов.
| Период | Период | Фамилия       | Партия                  | Примечания                                                                     |
| ------ | ------ | ------------- | ----------------------- | ------------------------------------------------------------------------------ |
| 1983   | 2013   | Робер Анселен | Социалистическая партия | учитель, член Генерального совета департамента, депутат Национального собрания |
| 2013   |        | Брюно Рюсинек | Социалистическая партия | учитель                                                                        |

## Города-побратимы
- Мендзыхуд, Польша

## Знаменитые уроженцы
- Флориан-Жюль-Феликс Депре (1807—1895), кардинал, архиепископ Тулузы

## Галерея

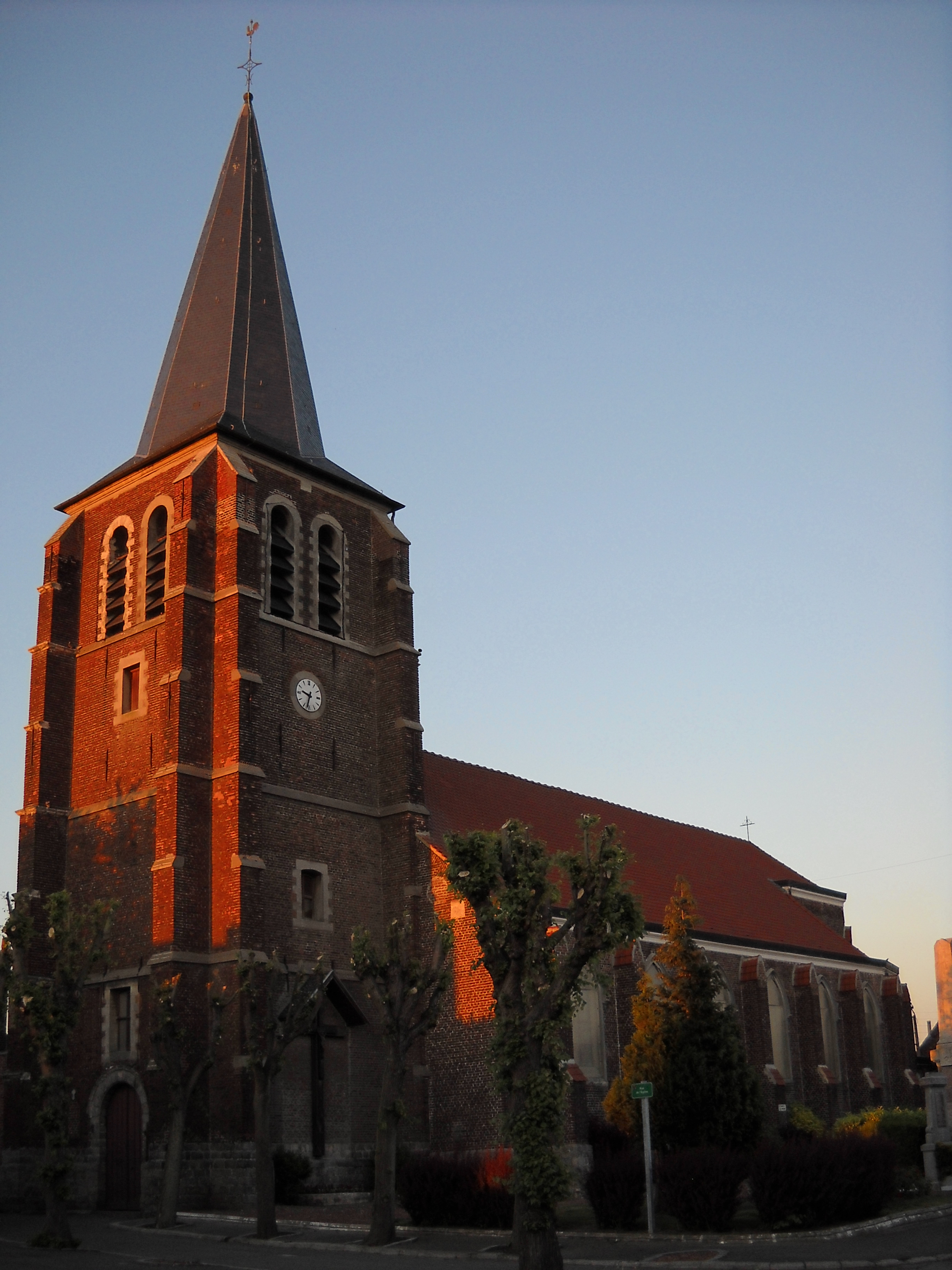
Церковь Святого Ведаста
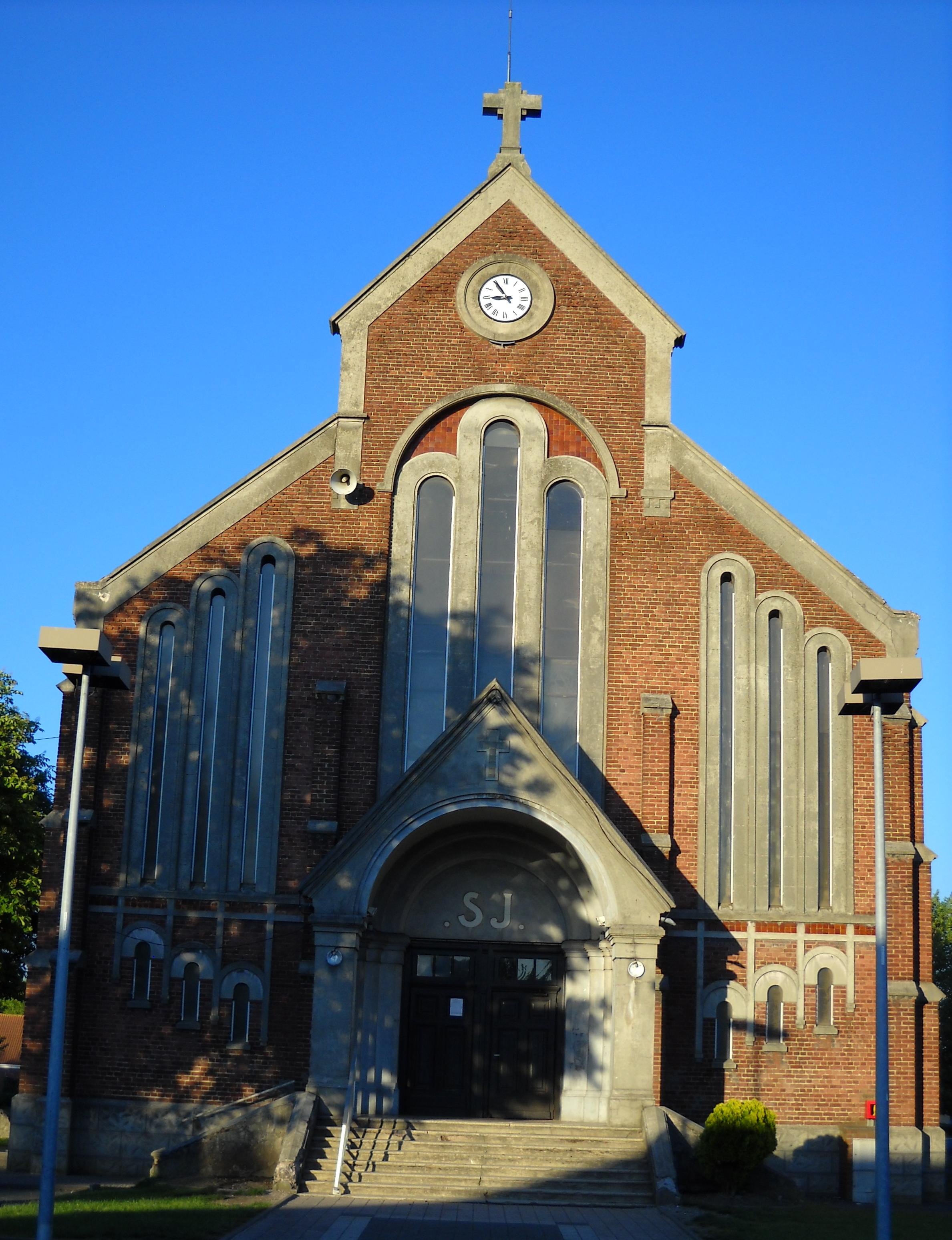
Церковь Святого Жака
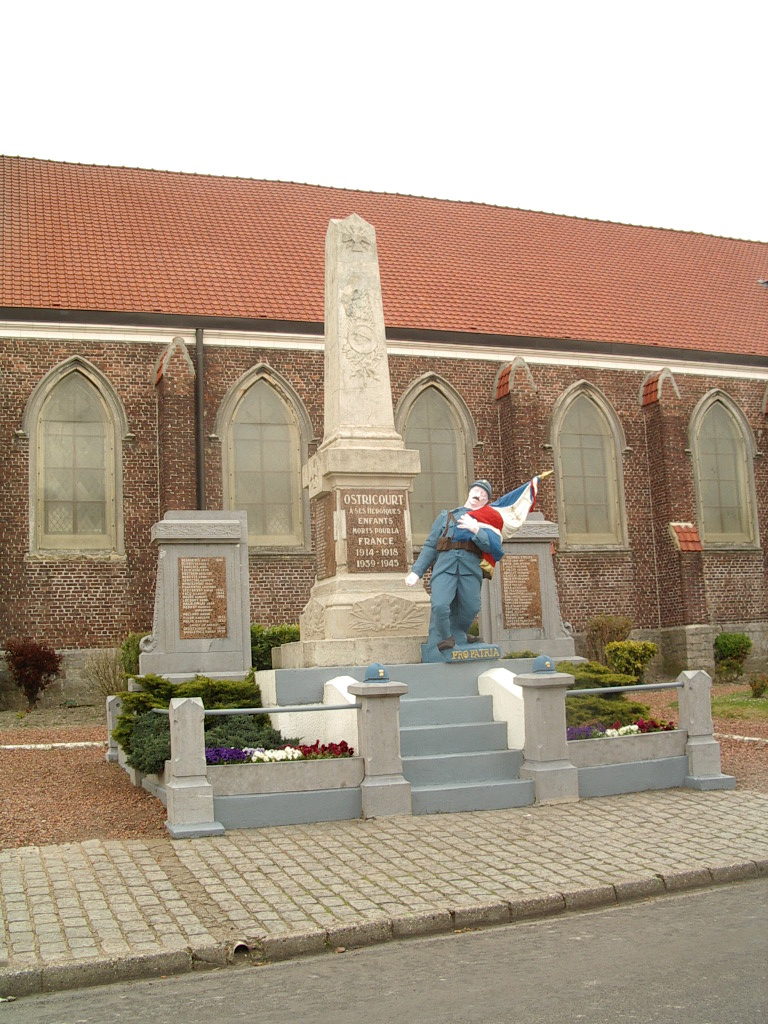
Памятник погибшим воинам

1. 1 2  база данных о французских коммунах — Национальный географический институт Франции, 2015.